# Chase Me
«Догони меня» (англ. Chase Me) — американский анимационный короткометражный фильм 2003 года, выпущенный сразу на видео, основанный на комиксах DC Comics о супергерое Бэтмене. Включён в качестве бонуса на DVD «Бэтмен: Тайна Бэтвумен». В мультфильме нет диалогов — звучит только музыка Лолиты Ритманис. Запись и сведение — Марк Мэттсон. Композиции изданы «La-La Land Records» 29 марта 2016 года на саундтреке к полнометражному мультфильму.
Является нереализованной частью мультсериала «Новые приключения Бэтмена», эпизод «Chemistry», так как одна из героинь (камео) именно оттуда.
Готэм переживает самую головокружительную нуар-сцену преследования

## Сюжет
В главном здании корпорации «Wayne Technologies» идёт вечеринка. Но её хозяину, миллиардеру Брюсу Уэйну, всё равно скучно. С ним танцуют то одна, то другая, то третья дама. И тут Брюс жестом призывает Альфреда, чтобы тот отвлёк барышень. А сам, тем временем, скрывается в лифте. Выйдя на своём этаже, он застает за ограблением сейфа Женщину-кошку, которая прибивает его к стене железными когтями и сбегает с добычей. Рассерженный Брюс, теперь уже как Бэтмен, отправляется в погоню за воровкой.
Кошка сбегает по крышам, но Бэтмен сумел добраться туда. Она спрыгивает вниз и попадает на эксурсионный автобус, с него на грузовик, перевозивший цистерну с молоком, которое из-за пробоины в корпусе разлилось по городским улицам, и под эту волну попал ничего неподозревавший детектив Харви Буллок, только что вышедший из магазина с пончиками. Бэтмен снова на хвосте, но воровка устраивает аварию и перепрыгивает на поезд. Преследование продолжается.
Чтобы оторваться, преступница бежит в зоопарк, где выпускает из клеток на Тёмного рыцаря сначала пантеру, а затем троих львов. Но Бэтмен спасается и нагоняет злоумышленницу у забора. Женщина сдаётся и пытается поцеловать своего преследователя, но тот её отталкивает, но затем притягивает к себе и целует.
К зоопарку приближаются полицейские машины. Кошка пугается, но, видя, что супергерой удаляется с добычей, думает, что ей позволят уйти. Но оказалось, что наручники не оставили иного выбора, кроме как дожидаться служителей порядка.
В конце Брюс, осознавая тяжесть содеянного, стоит у окна небоскреба и с сожалением смотрит вниз, где проезжают с включенными сиренами автомобили GCPD, а потом уходит вместе со своей новой подругой.